# Bomitaba (peuple)
Pour les articles homonymes, voir Bomitaba.
Les Bomitaba sont une population d'Afrique centrale vivant principalement au nord de la république du Congo, dans le département de la Likouala. Quelques communautés vivent également en république démocratique du Congo et en République centrafricaine. 

## Ethnonymie
Selon les sources et le contexte, on peut observer plusieurs formes : Bamitaba, Mbomitaba, Mbomotaba, Mitaba.

## Langue
Leur langue est le bomitaba (ou leke), une langue bantoue dont le nombre de locuteurs était estimé à 9 600 en 2000.